# Schizobrachium polycotylum
Schizobrachium polycotylum is een slakkensoort uit de familie van de Pneumodermatidae. De wetenschappelijke naam van de soort is voor het eerst geldig gepubliceerd in 1903 door Meisenheimer.